# Salmakis

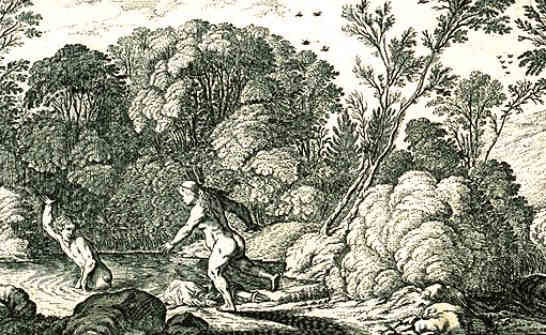
Salmakis und Hermaphroditos; Kupferstich von Johann Wilhelm Baur als Buchillustration einer Ovid-Edition von 1703

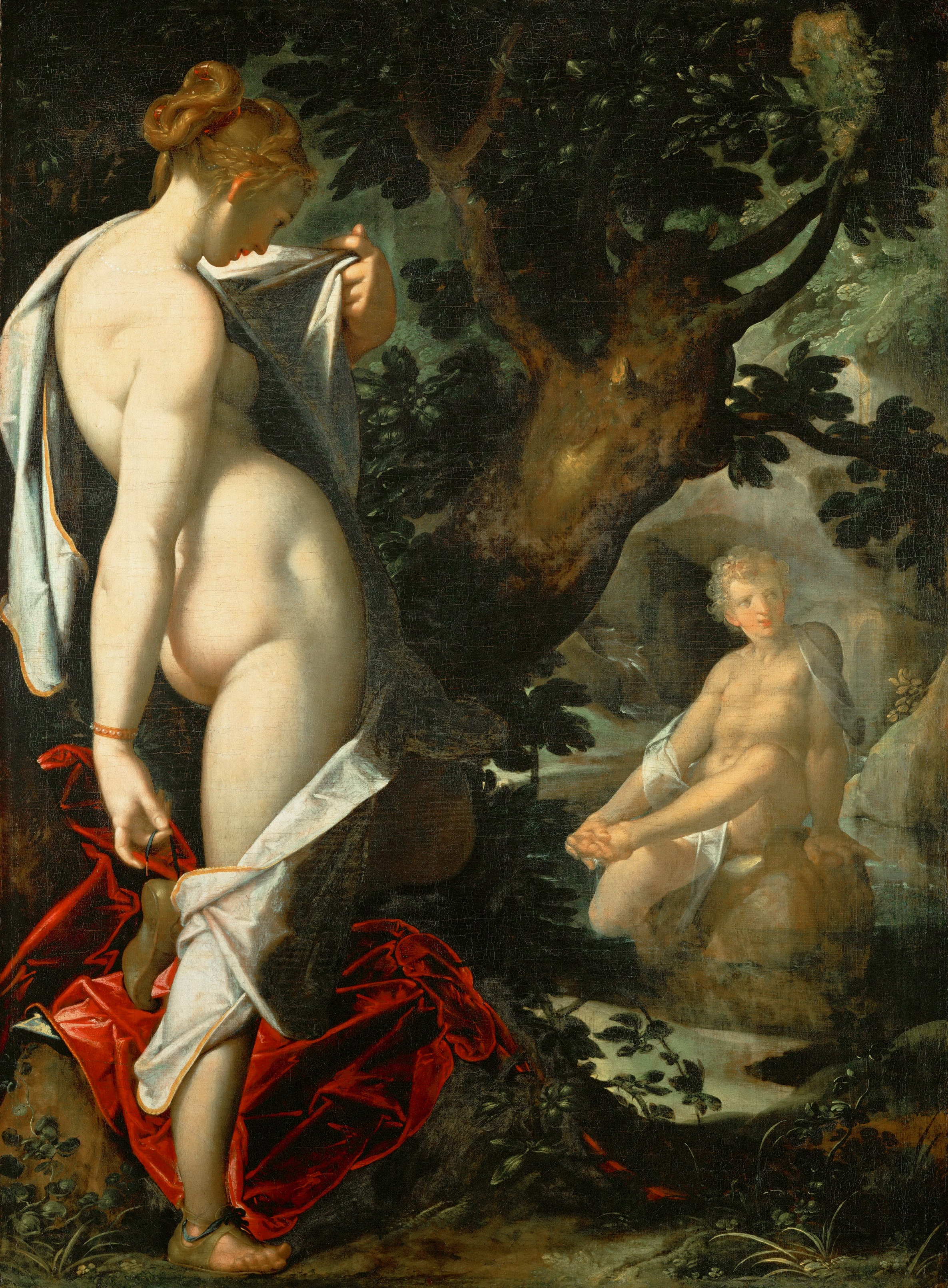
Salmakis und Hermaphroditos; Gemälde von Bartholomäus Spranger, 1581

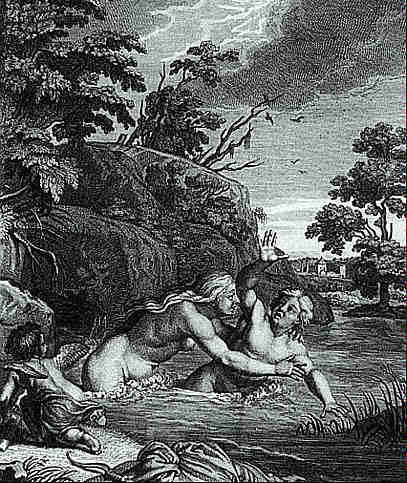
Salmakis bedrängt Hermaphroditos, Kupferstich von Bernard Picardt, Illustration einer Ovid-Edition des 18. Jahrhunderts

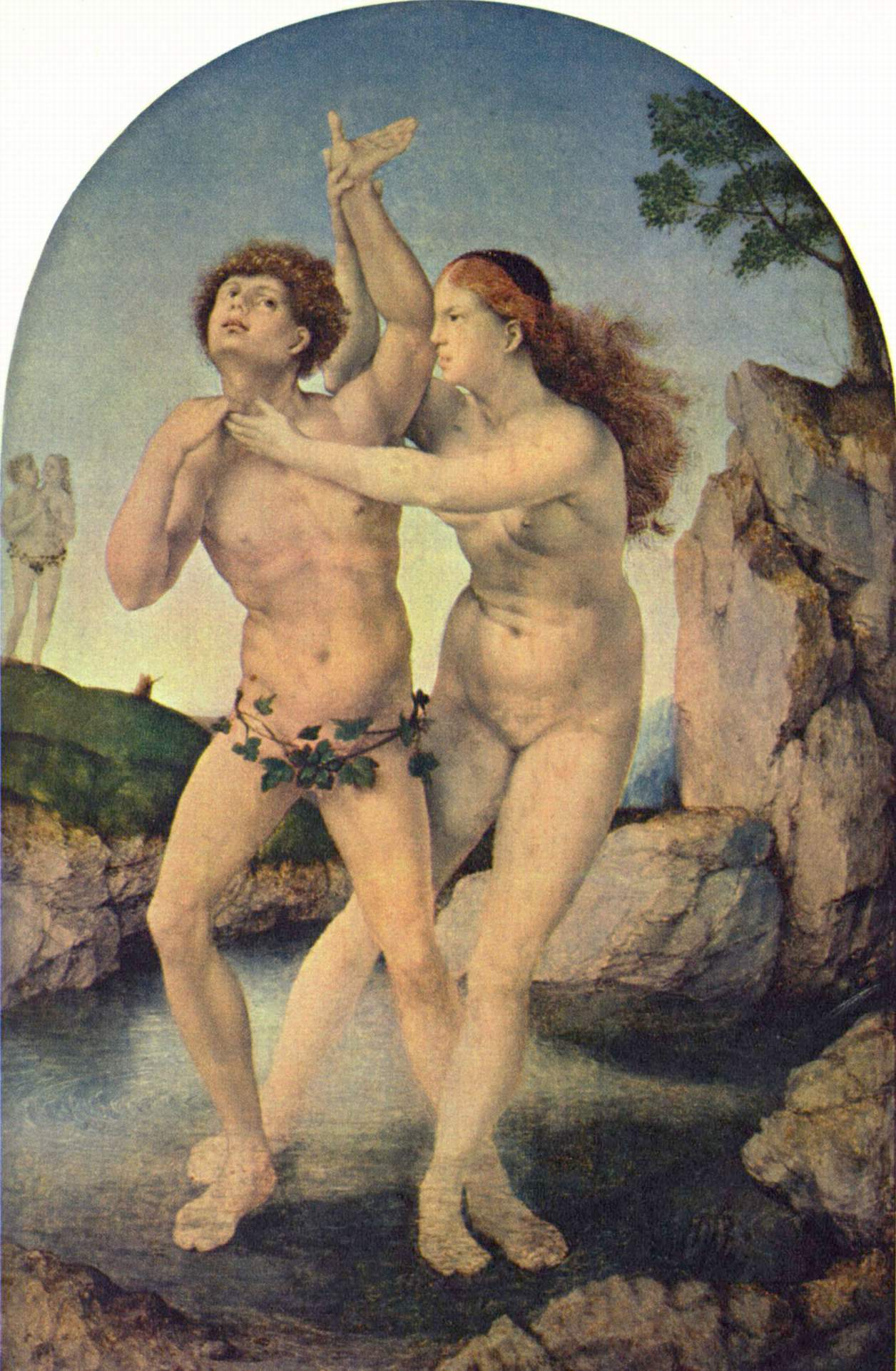
Salmakis und Hermaphroditos; Gemälde von Jean Mabuse, circa 1516

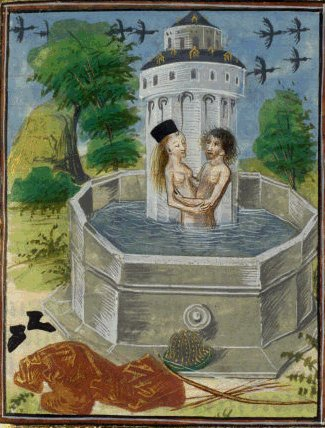
Salmakis und Hermaphroditos; Ovidius, Metamorphoseon libri XV, flandrische Buchmalerei, 15. Jahrhundert

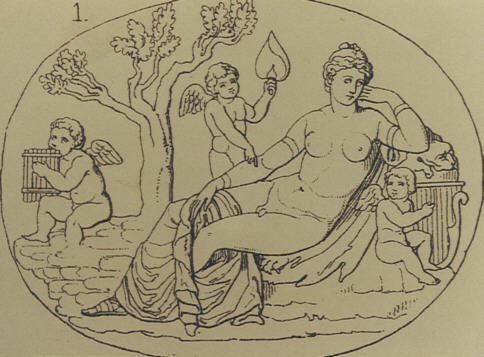
Salmakis und Hermaphroditos; Illustration in einem Mythologieatlas, 1885

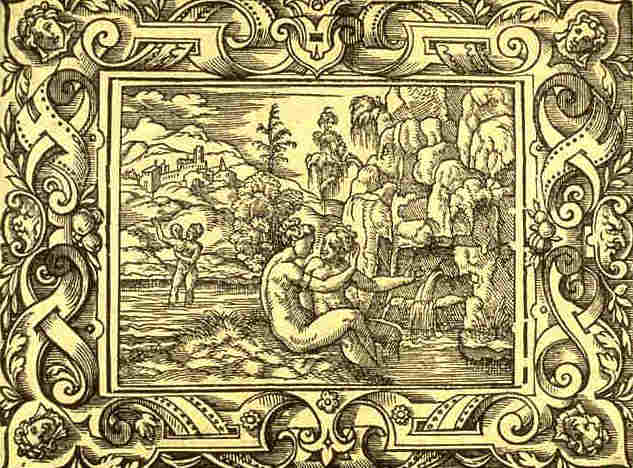
Salmakis und Hermaphroditos; Kupferstich von Virgil Solis, als Buchillustration einer Ovid-Edition von 1581

Salmakis (altgriechisch Σαλμακίς Salmakís, lateinisch Salmacis) ist eine Gestalt aus der griechischen Mythologie, eine Nymphe, die als einzige der Najaden (laut Ovid) nicht der Artemis zugehörig erscheint. Der Mythologie nach verband sie sich mit dem Hermaphroditos zu einem einzigen zweigeschlechtlichen Wesen. Salmakis ist auch der Name der Quelle, in der Salmakis gelebt haben soll.

## Salmakis’ Wesen
In Ovids Metamorphosen wird erzählt, weshalb Salmakis nicht zu Artemis’, der Jagdgöttin, Gefolgschaft gezählt wird und weshalb sie eine Sonderstellung unter den Nymphen einnahm:
Die ihn (Anmerkung: den Quell) bewohnt, die Nymph’ ist zur Jagd untüchtig, und niemals

Zieht den Bogen sie straff, noch mag sie eifern im Wettlauf,

Von den Naiaden allein ganz fremd der behenden Diana.

Oft wohl sprachen zu ihr – so meldet die Sage – die Schwestern:

„Salmakis, nimm den Spieß, den zierlich gefertigten Köcher,

Und mit der stärkenden Jagd vertausche behagliche Muße!“

Doch nicht nimmt sie den Spieß, noch den zierlich gefertigten Köcher,

Mag mit der stärkenden Jagd nicht tauschen behagliche Muße,

Sondern bespült in dem Wasser des Quells die reizenden Glieder,

Streicht die Haare sich glatt mit dem Kamm von kytorischem Buchsbaum

Oder befragt, was schön ihr stehe, die spiegelnden Wellen;

Mit durchsichtigem Kleid auch öfter umgeben den Körper

Wählt bald schwellendes Laub, bald schwellendes Gras sie zum Lager;

Oft pflückt Blumen sie ab.
Salmakis sonderte sich also bereits vor ihrer Begegnung mit dem Hermessohn von ihren Gefährtinnen ab und war eitel und selbstgefällig.

## Salmakis und Hermaphroditos
Auf seinem Weg von seiner Heimat, wo er am Berg Ida in Phrygien aufgewachsen ist, nach Halikarnassos in Karien trifft Hermaphroditos auf Salmakis. Diese hält ihn für Amor und verliebt sich sofort leidenschaftlich in ihn. Der fünfzehnjährige Hermaphroditos weist sie jedoch zurück. Als er jedoch zu einem späteren Zeitpunkt einmal aus Versehen in ihrer Quelle badet, umarmt sie ihn und zieht ihn mit sich in die Tiefe, bis auf den Grund.
Bei Ovid wird dies folgendermaßen beschrieben:
„Sieg! er ist mein!“ So ruft die Naiad’, und jegliche Hülle

Schleudert sie fort und wirft sich mitten hinein in die Wellen,

Hält den Streitenden fest und raubt im Ringen ihm Küsse,

Schiebt ihm unter die Händ’ und berührt den wehrenden Busen,

Und bald schmiegt sie sich hier, bald schmiegt sie sich dort an den Jüngling.

Endlich hält sie, wie sehr er sich sträubt und sucht zu entkommen,

Ihn wie die Schlange umstrickt, die der Königsvogel davonträgt

Und hoch rafft in die Luft – im Schweben umwickelt ihm jene

Füße und Kopf und umschlingt mit dem Schwanz die gebreiteten Flügel –

Oder wie Efeu pflegt sich zu ranken an ragenden Stämmen,

Oder wie unter der Flut der Polyp den ergriffenen Gegner

Hält mit den Fängen gepackt, die er streckt nach jeglicher Seite.

Stand hält Atlas’ Spross und weigert der Nymphe die Freuden,

Die sie ersehnt. Sie drängt und spricht, wie sie dicht an den Jüngling

Sich mit dem Leibe gefügt: ‚Wie sehr, Grausamer, du wehrest,

Doch entkommst du mir nicht. So möge, verhängt es, ihr Götter,

Jenen von mir kein Tag, kein Tag mich trennen von jenem!‘
Hier betet sie zu den Göttern, dass sie beide für immer vereint sein mögen. Sie wird erhört und es verschmelzen beider Körper. Es wird ein Zwitterwesen aus ihnen, das weibliche Maße und Brüste, jedoch männliche Geschlechtsorgane hat. Dieses neue Wesen, auch Hermaphroditos genannt, betet nun, dass alle Menschen die in dieser Quelle badeten, dieses Schicksal ereilte. Hermaphroditos’ Eltern, Hermes und Aphrodite erhören diese Bitte, und die Quelle verwandelt von nun an Menschen in Hermaphroditen. Vitruv attestiert der Quelle jedoch ein wohlschmeckendes Wasser und dementiert, dass das Wasser geschlechtskrank macht oder entmannt.

## Salmakis in der antiken Geographie
In der Stadt Halikarnassos, in deren Nähe sich die Quelle der Salmakis befunden hat, gab es einen Stadtteil, der wie die Nymphe hieß. Dort gab es auch ein Hermaphroditos-Heiligtum. Der Name der Salmakis stammt aus dem kleinasiatischen Sprachgut. Die Geschichte, in der Hermaphroditos auf Salmakis trifft, ist nur eine sekundäre, junge Sage um den jungen Göttersohn. Möglicherweise ist sie eine Erfindung Ovids, der so die Gestalt des Hermaphroditos erklären wollte.

## Salmakis in Kunst und Musik
In der Kunst der Antike, aber auch in Renaissance und Frühen Neuzeit war die Sage ein beliebtes Motiv für Künstler. Dabei gab es meist zwei Stile:
Entweder wurde Salmakis als hübsche, verliebte Nymphe dargestellt, oder als eher plumpes, lüsternes und hässliches Wesen, das dem Jüngling nachstellt.
Musikalisch wurde die Nymphe Salmakis in „The Fountain of Salmacis“ von der Rockgruppe Genesis in ihrem Album „Nursery Cryme“ (1971) verarbeitet.
Eine literarische Bearbeitung des Themas findet sich in dem Roman „Middlesex“ von Jeffrey Eugenides, der im Jahr 2003 mit dem Pulitzer-Preis ausgezeichnet wurde.